# Nancy Sandoval
Nancy Gabriela Sandoval Moreira (* 10. Oktober 1999) ist eine salvadorianische Hürdenläuferin, die sich auf die 100-Meter-Distanz spezialisiert hat und über diese Distanz aktuell Inhaber des Landesrekordes ist. Zu Beginn ihrer Karriere ging sie im Weit- und Dreisprung an den Start.

## Sportliche Laufbahn
Erste internationale Erfahrungen sammelte Nancy Sandoval im Jahr 2014, als sie bei den Juniorenzentralamerikameisterschaften in Managua mit 5,21 m die Bronzemedaille im Weitsprung gewann und sich im Dreisprung mit 11,04 m die Silbermedaille sicherte. 2017 belegte sie bei den Zentralamerikameisterschaften in Tegucigalpa mit 5,47 m den siebten Platz im Weitsprung und gewann im Dreisprung mit 12,13 m die Bronzemedaille. Anschließend brachte sie bei den U20-Panamerikameisterschaften in Trujillo keinen gültigen Versuch im Weitsprung zustande und gelangte im Dreisprung mit 11,45 m auf den zehnten Platz. Daraufhin belegte sie bei den Zentralamerikaspielen in Managua mit 5,16 m den sechsten Platz im Weitsprung. Im Jahr darauf gewann sie bei den Zentralamerikameisterschaften in Guatemala-Stadt in 14,12 s die Silbermedaille über 100 m Hürden hinter der Costa-Ricanerin Andrea Vargas und anschließend schied sie bei den NACAC-Meisterschaften in Toronto mit 14,31 s im Vorlauf aus. Daraufhin belegte sie bei den Ibero-Amerikanischen Meisterschaften in Trujillo in 14,10 s den fünften Platz. 2019 gewann sie bei den Zentralamerikameisterschaften in Managua in 14,27 s die Silbermedaille hinter der Costa-Ricanerin Vargas und anschließend kam sie bei den U23-NACAC-Meisterschaften in Santiago de Querétaro mit 14,20 s nicht über die Vorrunde hinaus. 2021 belegte sie bei den Zentralamerikameisterschaften in San José in 16,05 s den vierten Platz und im Jahr darauf siegte sie in 14,36 s bei den Zentralamerikameisterschaften in Managua. Zudem schied sie anschließend bei den NACAC-Meisterschaften in Freeport mit 14,22 s in der ersten Runde aus. 2022 verteidigte sie bei den Zentralamerikameisterschaften in San José in windunterstützten 13,36 s ihren Titel und anschließend gelangte sie bei den Zentralamerika- und Karibikspielen in San Salvador mit 13,74 s auf den siebten Platz. Zudem belegte sie dort mit der salvadorianischen 4-mal-100-Meter-Staffel in 48,81 s den vierten Platz. Ende Oktober schied sie bei den Panamerikanischen Spielen in Santiago de Chile mit 14,34 s im Vorlauf aus.

## Persönliche Bestleistungen
- 100 m Hürden: 13,62 s (+0,3 m/s), 4. Juli 2023 in San Salvador (salvadorianischer Rekord)
- Weitsprung: 5,65 m (−1,8 m/s), 2. Juni 2018 in San Salvador
- Dreisprung: 12,23 m (+1,4 m/s), 22. Mai 2016 in San José